# Taxi 4
Taxi 4 (estilizado como T4xi) es una película francesa del año 2007 dirigida por Gérard Krawczyk y es la cuarta entrega de la saga Taxi.
Como en las demás entregas, Samy Naceri y Frédéric Diefenthal siguen encarnando a los dos protagonistas principales (Daniel Morales y Émilien Coutant-Kerbalec), sin embargo, esta vez en vez de un Peugeot 406 usan un Peugeot 407. También una vez más Jean-Christophe Bouvet retoma su papel de General Bertineau y esta película cuenta también con la aparición del futbolista francés Djibril Cissé. En el día de su estreno, 450.000 personas asistieron en Francia ganando en días previos un premio en Canadá.

## Argumento
Un criminal belga, buscado en toda Europa por sus crímenes, está bajo la custodia del Departamento de Policía de Marsella para ser visto unas horas antes de su traslado a una prisión en el Congo. Desafortunadamente, Émilien (Frédéric Diefenthal) es engañado por el criminal y se convenció para que el prisionero se fuera. Después de esto, es despedido pero tuvo la suerte de que su amigo Daniel (Samy Naceri) le ayuda una vez más diciéndole la ubicación del criminal ya que este lo había llevado en taxi tras su salida de la comisaría, sin saber que era un criminal. Con las habilidades de Daniel y su Peugeot 407, Émilien busca capturar al criminal para restaurar su puesto de trabajo.